# Олехно Судимонтович
Оле́хно Кмита́ Судимо́нтович из Хожова (пол. Olechno Sudymuntowicz; ум. между 13 августа 1490 и 1 марта 1491) — литовский боярин, наместник полоцкий и хожовский, подчаший великий литовский, виленский воевода с 1477 года и одновременно с 1478 года канцлер великий литовский. Руководил государством во время отсутствия великого князя.

## Биография
Сын Судимонта Доргевича, старосты кревского и сторонника Сигизмунда Кейстутовича. Так как предки Олехны не получили герба в первой половине XV века, он пользовался гербом «Погоня». Первое упоминание относится к 1446 году, когда Олехно получил во владение различные имения в окрестностях Гродно и Новогродка. C 1448 по 1477 годы исполнял обязанности подчашего. В 1449—1453 годах был подкоморием Казимира. Во время тринадцатилетней войны был в плену у крестоносцев. В 1458—1459 был наместником в Гродно, а с 1460 года в Полоцке.
Владел имениями Докшицы, Прусовичи, Далькевичи, Вольберовичи, Гнездилово, Запонье, Небышино, Полочаны, Лужаны, Занарочь.

## Семья
От Ядвиги Тжечельской Олехно имел дочь Александру, которая вышла замуж за краковского мечника Николая Тенчинского. После смерти первой жены (до 1458 года) женился во второй раз, его женой стала Ядвига, дочь Ивана Монивидовича. От этого брака у Олехны было четыре дочери:
- Софья — жена князя Александра Юрьевича Гольшанского;
- Ядвига — жена жемайтского боярина Яна Коновтовича; маршалка господарского Станислава Монтовта и каштеляна трокского Станислава Кезгайлы;
- неизвестная по имени — первая жена Станислава Кезгайлы;
- Анна — монахиня Ордена францисканцев.